# Предметная агнозия
Предметная агнозия (зрительная апперцептивная агнозия) — одна из самых распространенных форм нарушений зрительного гнозиса, которая в той или иной степени встречается у большинства больных с поражением затылочно-теменных отделов мозга.
В грубой форме предметная агнозия наблюдается лишь при двухстороннем поражении затылочнотеменных отделов мозга, то есть при двухстороннем поражении 18 и 19 полей Бродмана.

## Поражение областей головного мозга
Предметная зрительная агнозия связана с поражением нижней части «широкой зрительной сферы». Она характеризуется тем, что больной может описать отдельные признаки предмета, но он не может сказать, что это за предмет. При двустороннем поражении нижних частей «широкой зрительной сферы» возникает особо грубое нарушение возможности правильно оценить предмет: когда больной ощупывает предмет, то может правильно его опознать, но когда он смотрит на него, то не может решить правильно эту задачу.

## Больные с предметной агнозией
В своей повседневной жизни такие больные ведут себя почти как слепые и хотя они не натыкаются на предметы, но постоянно ощупывают их или ориентируются по звукам. Но в грубой форме такая агнозия встречается очень редко, чаще она проявляется в скрытой форме при выполнении специальных зрительных задач: например, при распознавании контурных, перечеркнутых, наложенных друг на друга, перевернутых изображений и т. д.

## Копирование рисунков
Так, при совмещении 3, 4, 5 контуров (см. проба Поппельрейтера) здоровый человек видит контуры всех объектов; у больных эта задача вызывает большие трудности, им трудно выделить отдельные контуры, изображение получаются запутанными. В случае предметной агнозии трудности идентификации формы объектов являются первичными, а в самой «чистой» форме они проявляются, когда контуры объектов идентифицируются; в то же время копирование изображений у пациентов с предметной агнозией может быть не измененным (как и с другими формами нарушений зрительного гнозиса) грубо изменяются временные характеристики зрительного восприятия. Тахистоскопическими исследованиями установлено, что у таких больных резко увеличиваются пороги узнавания изображений; причем, как правило, они возрастают на несколько порядков. Если здоровый человек воспринимает простые изображения за 5—10 мс (без фонового стирающего изображения), то у больных время опознания простых изображений возрастает до 1 с и больше. Таким образом, при зрительных агнозиях наблюдается совсем другой режим работы зрительной системы, что и вызывает большие сложности в переработке зрительной информации.